# Amaurobioides
Amaurobioides là một chi nhện trong họ Anyphaenidae.